# Drozdowa (obwód miński)
Drozdowa (biał. Дроздава; ros. Дроздово, Drozdowo) – wieś na Białorusi, w obwodzie mińskim, w rejonie mińskim, w sielsowiecie Baraulany.